# Johann Wigand
Johann Wigand, född 1523 i Mansfeld, död den 21 oktober 1587 i Liebemühl, var en tysk biskop, protestantisk teolog och skriftställare.
Wigand studerade i Wittenberg och blev där en av Luthers ivrigaste anhängare. Efter dennes död (1546) återvände han till Mansfeld som predikant och lärare. I de kort därefter uppflammande teologiska (adiaforistiska, majoristiska och synergistiska) fejderna tog Wigand den livligaste del och ställde sig obetingat på den genuina lutherdomens sida. 
Även som superintendent och pastor vid Ulrikskyrkan i Magdeburg (1553-60) utvecklade han livlig verksamhet för den evangeliska lärans befästande och utgav en mängd stridsskrifter såväl mot katolicismen som mot den reformerta lärans anhängare. 
1560 kallades Wigand till teologie professor i Jena, men avsattes 1561 på grund av sitt häftiga uppträdande. 1562 utnämndes han till superintendent i Wismar och återkallades 1568 till Jena i egenskap av professor samt pastor och superintendent. 
Där kom det nu snart till en brytning mellan Wigand och dennes gamle vän Flacius, vars bekanta lära om arvsynden som utgörande människans väsen av Wigand på det bestämdaste bekämpades. 
År 1573 avsattes och förvisades Wigand av kurfurst August, men fick genom Martin Chemnitz anställning som förste teologie professor i Königsberg, varjämte han 1575 utnämndes till biskop av Pomesanien och 1577 till biskop även av Samland. 
Utom genom sina många teologiska stridsskrifter gjorde Wigand sig mest känd som en av de verksammaste medarbetarna (jämte Flacius med flera) i det stora kyrkohistoriska verket Centuriæ magdeburgenses.